# Estadio Municipal de Kenitra
El Estadio Municipal de Kénitra (en árabe: الملعب البلدي بالقنيطرة) es un estadio multiusos de la ciudad de Kénitra en Marruecos. Fue abierto en el año 1941 y posee una capacidad para 15 000 espectadores. Se usa principalmente para partidos de fútbol de los clubes locales KAC Kenitra y Renaissance Sportive de Kénitra.
En julio de 2008 se instaló césped artificial aprobado por la FIFA como parte del proyecto Ganar en África para África. Se tiene en proyecto la ampliación del recinto a 25 000 personas mediante la construcción de nuevas tribunas en las curvas norte y al sur.